# Виборчий округ 103
Виборчий округ 103 — виборчий округ в Кіровоградській області. В сучасному вигляді був утворений 28 квітня 2012 постановою ЦВК № 82 (до цього моменту існувала інша система виборчих округів). Окружна виборча комісія цього округу розташовується в приміщенні виконавчого комітету Олександрійської міської ради за адресою м. Олександрія, просп. Соборний, 59.
До складу округу входять місто Олександрія, а також Долинський, Олександрійський, Петрівський і Устинівський райони. Виборчий округ 103 межує з округом 102 на заході, на північному заході і на півночі, з округом 34 на північному сході, з округом 37 на південному сході, з округом 130 на півдні та з округом 100 на південному заході. Виборчий округ № 103 складається з виборчих дільниць під номерами 350172-350213, 350547-350580, 350582-350594, 350615-350637, 350640-350648, 350694-350717, 350741, 350743-350766 та 350768-350784.

## Народні депутати від округу
| Ім'я                          | Фото | Партія               | Скликання | Дата набуття повноважень | Дата припинення повноважень |
| ----------------------------- | ---- | -------------------- | --------- | ------------------------ | --------------------------- |
| Кузьменко Сергій Анатолійович |      | Партія регіонів      | 7-ме      | 12 грудня 2012           | 27 листопада 2014           |
| Кузьменко Анатолій Іванович   |      | Блок Петра Порошенка | 8-ме      | 27 листопада 2014        | 29 серпня 2019              |
| Воронько Олег Євгенійович     |      | Слуга народу         | 9-те      | 29 серпня 2019           |                             |

## Результати виборів

### Парламентські

#### 2019
Кандидати-мажоритарники:
- Воронько Олег Євгенійович (Слуга народу)
- Цапюк Степан Кирилович (Опозиційна платформа — За життя)
- Поворознюк Олександр Григорович (самовисування)
- Журавльов Віталій Володимирович (Батьківщина)
- Коваленко Сергій Петрович (1969 р.н.) (Європейська Солідарність)
- Собко Максим Олегович (самовисування)
- Коваленко Сергій Петрович (1974 р.н.) (самовисування)
- Ратенко Сергій Леонідович (Радикальна партія)
- Дамченко Роман Анатолійович (самовисування)
- Нечипоренко Олег Миколайович (Свобода)
- Бездуган Віталій Васильович (самовисування)
- Федосов Олександр Володимирович (самовисування)
- Холін Роман Володимирович (Опозиційний блок)

#### 2014
Кандидати-мажоритарники:
- Кузьменко Анатолій Іванович (Блок Петра Порошенка)
- Пікулін Віталій Володимирович (Народний фронт)
- Журавльов Віталій Володимирович (Батьківщина)
- Дорофеєв Анатолій Юрійович (самовисування)
- Дожджаник Володимир Васильович (Сила людей)
- Медвідь Віктор Вікторович (самовисування)
- Ратенко Сергій Леонідович (Радикальна партія)
- Логвин Андрій Володимирович (самовисування)
- Лавренов Ігор Володимирович (самовисування)
- Жилка Іван Павлович (самовисування)
- Плохов Олег Олександрович (самовисування)

#### 2012
Кандидати-мажоритарники:
- Кузьменко Сергій Анатолійович (Партія регіонів)
- Журавльов Віталій Володимирович (Батьківщина)
- Ставицька Вікторія Іванівна (Комуністична партія України)
- Ліщенко Костянтин Олександрович (УДАР)
- Давиденко Людмила Вадимівна (самовисування)
- Гриценко Сергій Петрович (самовисування)
- Великий Іван Дмитрович (Соціалістична партія України)
- Панібратенко Олег Іванович (самовисування)
- Сібірцев Сергій Вікторович (самовисування)

## Явка
Явка виборців на окрузі: